# 5404 Уемура
5404 Уемура (5404 Uemura) — астероїд головного поясу, відкритий 15 березня 1991 року.
Тіссеранів параметр щодо Юпітера — 3,602.
Названо на честь мандрівника-екстремала Уемури Наомі (яп. うえむら なおみ(植村直巳) уемура наомі 1941–1984).